# Oracle OpenWorld

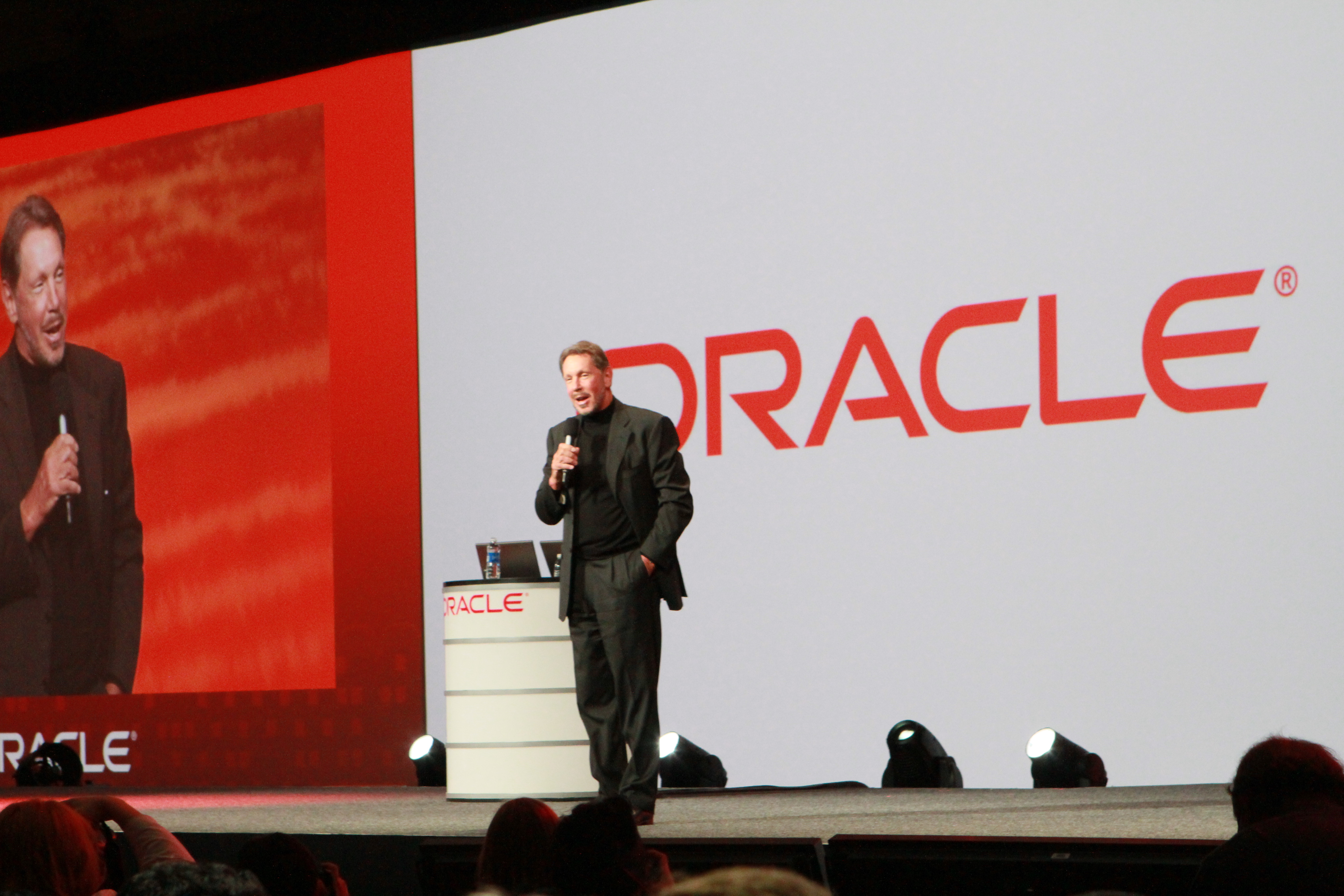
Momento do evento de 2010

Oracle OpenWorld é evento anual da Oracle para as empresas responsáveis pela tomada de decisões,  gestão de informática, e da linha de negócios entre os usuários finais. É realizado em São Francisco, Califórnia, São Paulo, Brasil, e Xangai, China. O mundo da maior conferência de clientes Oracle e tecnólogos, o Oracle OpenWorld San Francisco atraiu mais de 40.000 participantes em 2007.